# Electric Telegraph Company

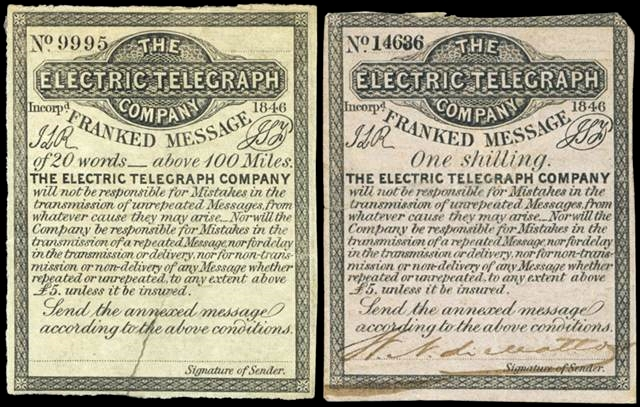
Frankiermarken der Electric Telegraph Company (1854)

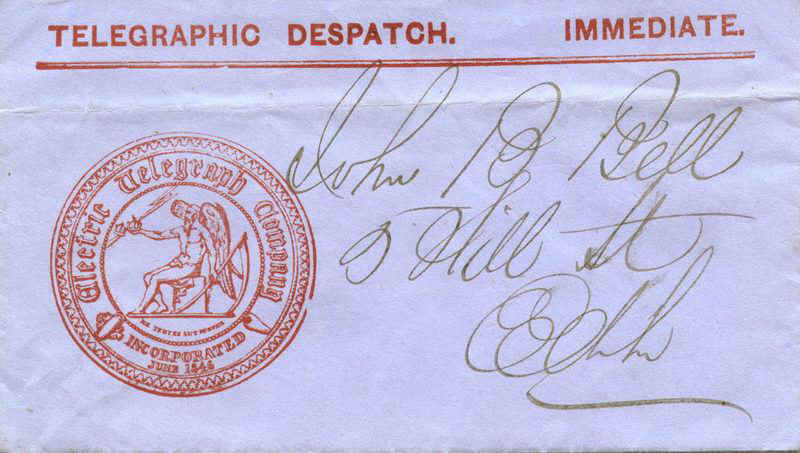
Dokument der ETC mit ihrem Siegel (um 1850)

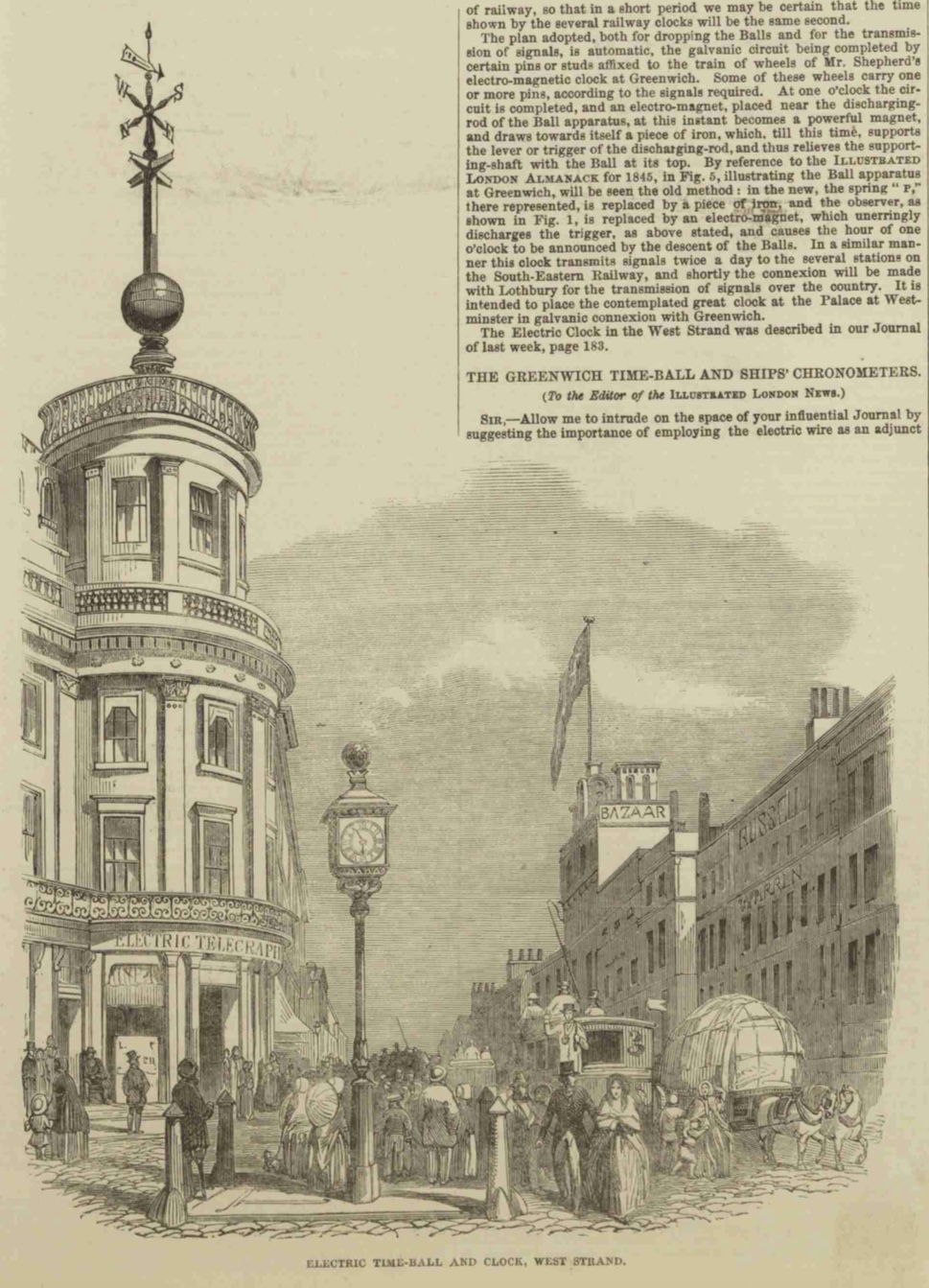
Ein Zeitball und eine Normaluhr am Büro der ETC in London (1852)

Die Electric Telegraph Company (ETC), deutsch „Elektrische Telegrafengesellschaft“, kurz The Electric, war in der Mitte des 19. Jahrhunderts ein Kabelunternehmen des Vereinigten Königreichs Großbritannien und Irland.
Sie war die erste Telegrafengesellschaft Großbritanniens und blieb rund ein Jahrzehnt lang auch das bedeutendste Kabelunternehmen des Landes.

## Geschichte
Gegründet wurde die ETC im Juni 1846 von William Cooke (1806–1879) und John Ricardo (1812–1862). Beide nutzten dazu Patente aus Erfindungen, die Cooke zuvor zusammen mit Charles Wheatstone (1802–1875) gemacht hatte (siehe auch: Cooke-Wheatstone-Telegraf). Dabei profitierte die ETC von dem in den 1840er-Jahren zeitgleich stattfindenden enormen Aufschwung der Eisenbahn. Es erwies sich als äußerst nützlich, Telegrafenleitungen entlang der neu entstehenden Bahntrassen zu verlegen.
Diese wurden mithilfe von Telegrafenmasten als oberirdische Leitungen über dem Erdboden gezogen. Dies erlaubte den Verzicht auf Kabelisolierung. Es konnten blanke Metalldrähte als Freileitungen verlegt werden. Hiermit ließen sich erstmals betriebliche Informationen entlang der Strecke zu den Bahnhöfen und Stellwerken elektrisch übermitteln, und zwar deutlich schneller als die Züge fuhren.
Das Unternehmen wuchs rasant, nachdem das Potenzial der elektrischen Telegrafie als neues und effizientes Mittel der Telekommunikation allgemein erkannt worden war. Im Jahr 1852 gab es eine Vereinbarung zwischen der ETC mit der South Eastern Railway (SER) und dem Astronomer Royal, also dem Königlichen Observatorium in Greenwich, zur routinemäßigen Übertragung der Greenwich Mean Time (GMT) als Normalzeit mithilfe der Telegrafie entlang des Eisenbahnnetzes.
Im Jahr 1855 fusionierte die ETC mit der 1853 gegründeten International Telegraph Company zur Electric and International Telegraph Company.